# Grupa Ukrzyżowania

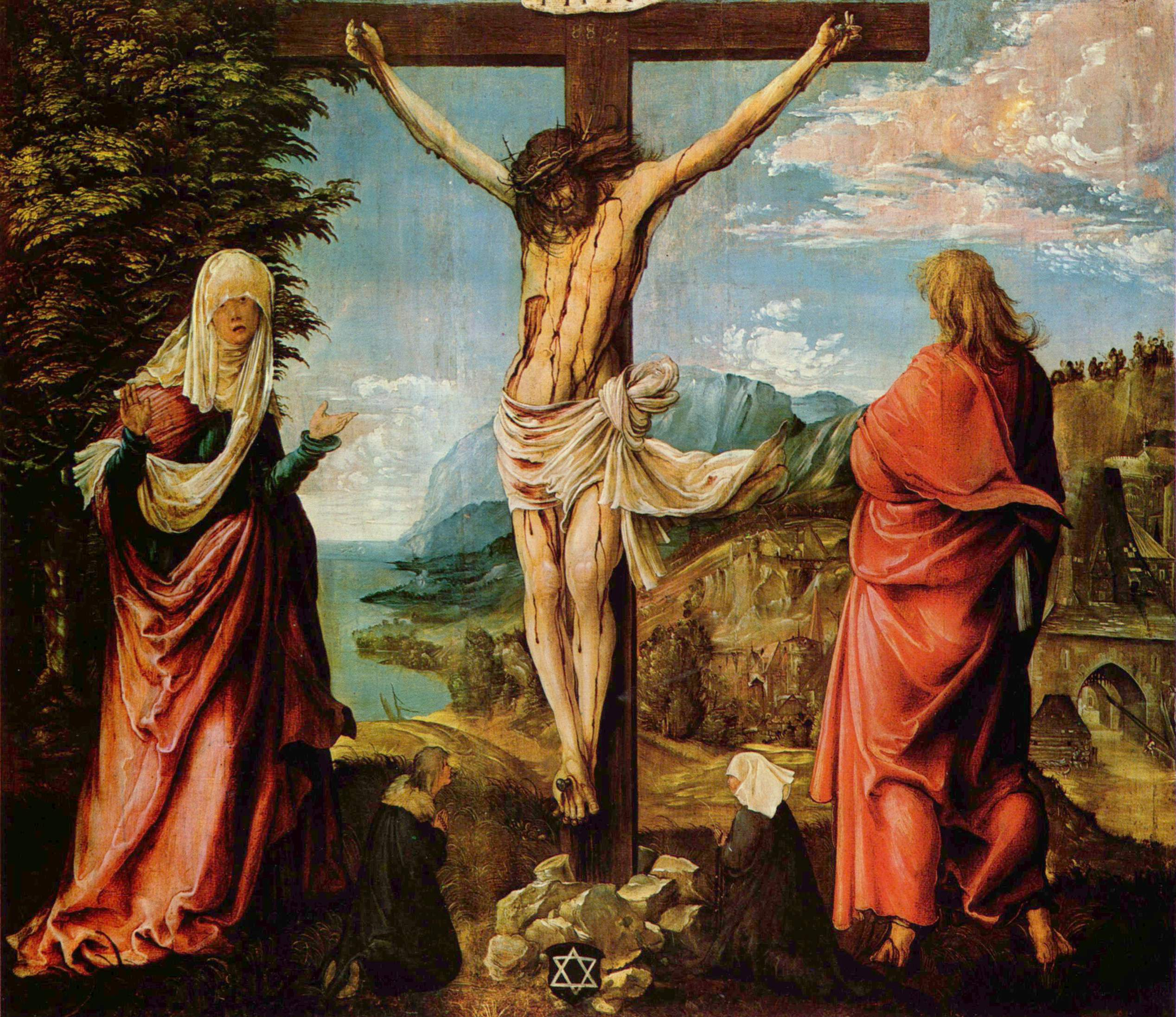
Albrecht Altdofer - Ukrzyżowanie. Przykład klasycznego podtypu Grupy Ukrzyżowania

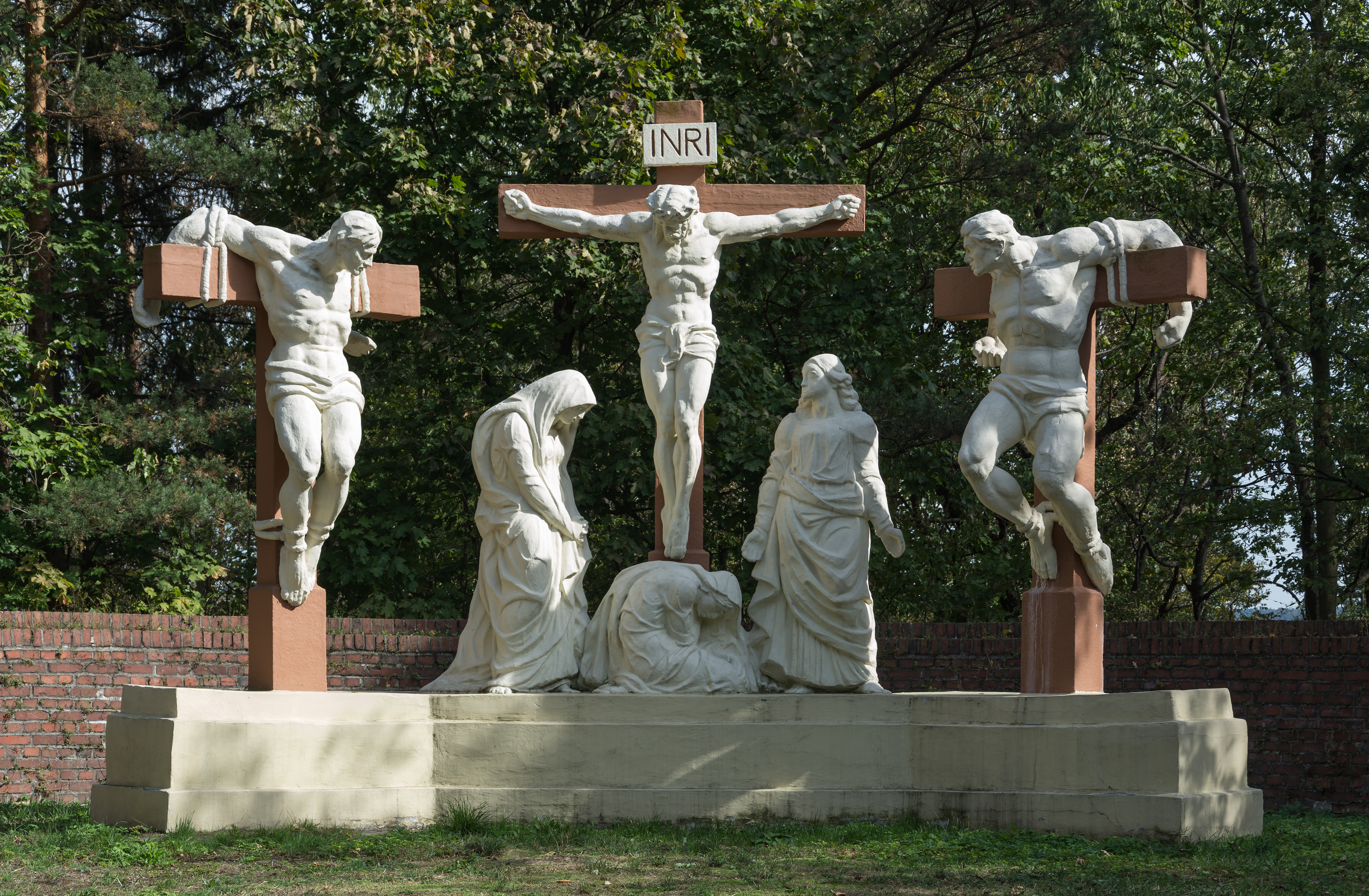
Grupa Ukrzyżowania w Bardzie

Grupa Ukrzyżowania – w sztukach plastycznych przedstawienie ukrzyżowanego Jezusa Chrystusa, w asyście postaci biblijnych zgromadzonych pod krzyżem. Klasycznym przykładem tego typu ikonograficznego jest krucyfiks i postacie Marii i Jana Ewangelisty, stojące pod krzyżem. W tego typu przedstawieniach często pojawia się również przedstawienie Marii Magdaleny opłakującej Jezusa.  
Przedstawienia tego typu rozwinęły się w średniowieczu, największy ich rozkwit przypada na gotyk. W przypadku rzeźby przedstawienia tego typu umieszczano często na belce tęczowej, później stanowiły część retabulum ołtarzowego.
W późnym średniowieczu zaczęły się kształtować nowe warianty ikonograficzne, koncentrujące się na wątku Ukrzyżowania, gdzie prócz Chrystusa, Marii, świętego Jana Ewangelisty, Marii Magdaleny ukazywano dwóch łotrów wspomnianych w Ewangelii, znanych z późniejszych przesłanek jako Dismas i Gestas, wspomniana również w Biblii Maria Kleofasowa, a ponadto inne osoby, zarówno opłakujące śmierć Zbawiciela jak Jego oprawcy, w tym biblijny żołdak podający gąbkę z octem czy żołnierz przebijający włócznią bok Chrystusowi – święty Longinus. Wiele z tych przedstawień ma charakter narracyjny i historyczny. Oprócz Biblii oraz późniejszych przesłanek, apokryfów czy mistycznych wizji, ważną inspiracją w sztuce późnego gotyku dla przedstawień Grupy Ukrzyżowania były misteria, które organizowano w przestrzeni miejskiej. Były to inscenizacje Pasji, które stały się również wzorcem do niektórych przedstawień w typie narracyjno-symultanicznym gdzie do jednego obrazu prócz kulminacyjnego przedstawienia Grupy Ukrzyżowania dodawano kolejne epizody.
Inne warianty Grupy Ukrzyżowania tworzą przedstawienia w których prócz Chrystusa Marii i Jana Ewangelisty występują święci, albo fundatorzy dzieła, w których temat męczeńskiej śmierci Chrystusa występuje. Postaci te częstokroć dopełniają narracyjne przedstawienia Ukrzyżowania.